# Нацистська політика щодо слов'ян
Нацистська політика щодо слов'ян — політика расової дискримінації слов'янських народів у Третьому Рейху. Нацистська політика щодо слов'ян була складовою частиною нацистської расової політики в Третьому Рейху та на окупованих ним територіях.
Ще в 1925 році Гітлер у «Майн Кампф» припустив, що німецькому народу потрібен «життєвий простір» для досягнення плану німецької експансії на Схід (Drang nach Osten) за рахунок «нижчих слов'ян». Гітлер вважав, що «організація російського державного утворення була не результатом політичних здібностей слов'ян у Росії, а лише чудовим прикладом державотворчої ефективності німецького елемента, наявного в нижчої раси».

## До початку війни
Ідеї «меншовартості» та «расової неповноцінності» слов'ян зафіксовані ще в роботах Гобіно. Зокрема він не включав в терени сучасного йому розселення «арійського елемента» більшу частину Німеччини на підставі того, що населення східної та центральної Німеччини в Середні століття змішалося з вендами. Самі ж слов'яни будучи в давнину «білим арійським народом», «пішли на північний схід нашого континенту і там вступили у руйнівне сусідство з фінами», що призвело до «пасивності» та «нездатності до творчості». Також Гобіно проводив аналогію слов'ян з семітами, що в подальшому знайшло відображення в нацистській расовій політиці.
Одним з провідних теоретиків расових досліджень в Третьому Рейху був Ойген Фрайхерр фон Эйкштедт. У 1938 р. його асистентка Ільзе Швідецкі опублікувала під його редакцією книгу «Rassenkunde der Altslawen» («Расова наука про давніх слов'ян»). Основною ідеєю книги було те, що праслов'яни колись належали до нордичної раси, однак з часом повністю втратили цей компонент. Схожі ідеї висловлював і Ганс Гюнтер. Поширення інших «європейських рас» (які вважалися неповноцінними) серед слов'ян оцінювалося по-різному. Ганс Гюнтер стверджував про посилення нордичного компонента в деяких районах: за течією Вісли, Західної Двіни, у Південній Волині, а також в областях Росії, що прилягають до Балтійських країн.
Альфред Розенберг наступним чином висловлювався про українців: «український народ, який представляє нижчу расу, не може існувати без німецької організованої і керівної влади».
У 1940 році в Нью-Йорку була опублікована книга Германа Раушнинга «Голос руйнування», де наводиться цитата Гітлера про те, що «запобігання розвитку слов'янських рас» одне з основних завдань німецької держави.
Коннеллі звертає увагу на те, що випущена до щорічного Нюрнберзького з'їзду партії в 1938 році брошура зараховувала слов'ян в розряд «індогерманських народів». При цьому в Росії європейські елементи оголошувалися майже винищені війною з більшовизмом.
На думку Коннеллі спочатку нацистські ідеологи майже не робили різниці між різними групами слов'янського населення; на практиці, однак, ставлення до різних народів було різним, будучи продиктованим, як правило, опортуністичними розуміннями (так, Гітлер вважав, що всі югослави належать до однієї динарської раси, однак симпатизував загалом лояльним хорватам (навіть вважаючи, що вони здатні до асиміляції з німцями) і відчував антипатію до непокірних сербів). А Геббельс у 1938 р. називав болгар «мужнім народом і нашими друзями».

## Під час війни
Незадовго до нападу на СРСР Гітлер скликає нараду всіх командувачів і заявляє, що боротьба між Росією і Німеччиною — це боротьба між расами.
Відомі плани Генріха Гіммлера викладені в секретному меморандумі «Деякі думки про поводження з інородцями на Сході», зокрема про поділ населення Східної Європи на дрібні групи і подальше знищення цих груп. Після винищення євреїв планувалося знищення кашубів, гуралів, лемків та інших слов'янських народів. Також у меморандумі містилась пропозиція обмежити освіту «інородців» «рахунком до 500», написанням свого імені і знанням закону божого. Навичка читання визнавалась зайвою.
На думку Коннеллі до початку Другої світової війни нацисти, швидше за все, не мали послідовних планів здійснення расової політики щодо слов'ян, хоча вважали їх нижчою расою. Після знищення Польщі поляки і слов'яни в цілому поступово в очах нацистів переходять у розряд «неєвропейських народів». Польську інтелігенцію передбачалося знищити повністю (в результаті ж під час війни загинули 37,5 % поляків з вищою освітою). Після нападу на СРСР щодо східнослов'янських народів (особливо до росіян) нацистські ідеологи починають вживати слова «звірі» і «тварини» (хоча німецький антрополог Вільгельм Абель в 1942 році писав, що «расова цінність» росіян вища, ніж вважалося раніше, а Ерхард Ветцель пропонував переселити кілька мільйонів росіян в Рейх, щоб «замінити небажаних робітників з півдня і південно-сходу Європи» і поступово змішати їх з місцевим німецьким населенням).
Рейхскомісар України Еріх Кох говорив про слов'ян і балтів як про «нижчі народи».
Тільки польські, російські і українські остарбайтери підлягали страти за статеві контакти з німецьким населенням. Рейхскомісар України Еріх Кох називав українців «расово нижчими», вважаючи їх мало відмінними від тварин і влаштовував полювання на них у спеціальних резерваціях.
Коннеллі повідомляє, що Гітлер, побачивши під час візиту по Україні багато блакитнооких і світловолосих жінок, розпорядився внести в підручники історії згадку про те, що селянське населення України, можливо, походить від «германських племен, які не мігрували». За його даними козаків, які перейшли на бік Рейху, в СС вважали нащадками германського племені хаттів. В окремих випадках німецькі расологи навіть приходили до висновку, що місцеве слов'янське населення має більше німецької крові, ніж самі місцеві німці. Кінець кінцем у 1942 році Гітлер заявив про те, що єдиної групи слов'янських народів не існує, а різні слов'янські народи належать до різних «рас», зокрема зазначаючи, що болгари і чехи мають явно тюркське і монгольське походження і що питання про допустимість змішування з німцями повинен вирішуватися індивідуально. Аналогічний процес на місцевому рівні проводився в Генерал-губернаторстві, де німецькі вчені і чиновники прийшли до висновку, що єдиного польського народу не існує — замість цього, як вони вважали, можна говорити про декількох народності з різною здатністю до асимілювання німцями (тільки в центральній частині Польщі вони нарахували п'ять расових зон). До 1943 була випущена брошура для СС, в якій повідомлялося про відкриті «загальних коренях європейських народів заснованих на їх походження від німецьких предків на території від Балтійського до Чорного морів, від Атлантики до Північної Африки». Нацистська пропаганда в цей час розглядає білорусів і українців як «слов'янське відгалуження арійської раси», що нібито ховалася від них росіянами; так, при вступі в Союз білоруської молоді підлітки давали клятву, що вони «арійського походження і білоруської національної приналежності».
Словаки, хорвати і болгари, мали власні маріонеткові держави і вступили у війну на стороні Осі (при цьому хорвати одночасно переслідували інших південних слов'ян — сербів). За даними Коннеллі режим в Протекторат Богемія і Моравія був помітно м'якше встановленого в Генерал-губернаторстві і на окупованій території СРСР: німецькі солдати та чиновники мали право одружуватися з чешками, а Гітлер погодився з думкою німецьких расознавців, згідно з якою половина чехів має нордичні коріння, а друга половина підходить для асиміляції німцями.
Як причину такої непослідовної політики щодо слов'ян, на думку Коннеллі, можна назвати те, що Південно-Східна Європа не входила в плани Гітлера зі заняття «життєвого простору» і до 1943 року входила переважно у сферу італійського впливу. Словаччину німці використовували як приклад успішного колабораціонізму для інших країн, потреба в ресурсах для армії змушувала діяти помірковано у Чехії, має у своєму розпорядженні розвинену військову індустрію (попри початкові плани щодо «остаточного вирішення чеського питання»). Якби не опір, Польща імовірно могла б розділити відносно спокійну долю Чехії. При цьому міста Радянського союзу як території «життєвого простору» навпроти повинні були бути зруйновано, а територія спустошена і потім заселена сільськими німецькими жителями. Зміни у ставленні також відбувалися на основі спостереження кольору волосся, очей і антропометричних показників місцевих жителів.
Серед слов'ян одними з найбільш постраждалих були поляки. З 1939 по 1945 рік не менше 1,5 мільйонів польських громадян було депортовано в Німеччину на примусові роботи. Ще сотні тисяч були укладені в нацистські концтабори. За деякими оцінками, під час Другої світової війни гітлерівці вбили не менше 1,9 мільйона поляків неіудейського походження. Слід зазначити, що у 1943 році, після важких поразок на Східному фронті, нацисти офіційно дозволили представникам усіх слов'янських народів, крім поляків, служити в Ваффен-СС (до того часу частини, укомплектовані етнічними українцями, які вже перебували у складі вермахту — наприклад, батальйони «Нахтігаль» і «Роланд»).
Нацистська расова політика щодо слов'ян також відображена в документах Третього Рейху, які фігурували під час Нюрнберзького процесу (див: Нацистська расова політика).